# Syngamilyta nympha
Syngamilyta nympha là một loài bướm đêm trong họ Crambidae.